# Vyans-le-Val
Vyans-le-Val és un municipi francès situat al departament de l'Alt Saona i a la regió de Borgonya - Franc Comtat. L'any 2007 tenia 438 habitants.

## Demografia

### Població
El 2007 la població de fet de Vyans-le-Val era de 438 persones. Hi havia 185 famílies, de les quals 45 eren unipersonals (8 homes vivint sols i 37 dones vivint soles), 70 parelles sense fills, 66 parelles amb fills i 4 famílies monoparentals amb fills.
La població ha evolucionat segons el següent gràfic:
Habitants censats

### Habitatges
El 2007 hi havia 185 habitatges, 181 eren l'habitatge principal de la família i 4 estaven desocupats. 178 eren cases i 7 eren apartaments. Dels 181 habitatges principals, 157 estaven ocupats pels seus propietaris, 17 estaven llogats i ocupats pels llogaters i 7 estaven cedits a títol gratuït; 7 tenien dues cambres, 15 en tenien tres, 34 en tenien quatre i 124 en tenien cinc o més. 158 habitatges disposaven pel capbaix d'una plaça de pàrquing. A 75 habitatges hi havia un automòbil i a 95 n'hi havia dos o més.

### Piràmide de població
La piràmide de població per edats i sexe el 2009 era:
| Homes | Edats   | Dones |
| ----- | ------- | ----- |
| 0     | 95 o +  | 0     |
| 4     | 90 a 94 | 0     |
| 0     | 85 a 89 | 4     |
| 0     | 80 a 84 | 4     |
| 12    | 75 a 79 | 8     |
| 0     | 70 a 74 | 12    |
| 8     | 65 a 69 | 4     |
| 20    | 60 a 64 | 4     |
| 4     | 55 a 59 | 20    |
| 28    | 50 a 54 | 16    |
| 28    | 45 a 49 | 28    |
| 20    | 40 a 44 | 28    |
| 4     | 35 a 39 | 8     |
| 4     | 30 a 34 | 4     |
| 12    | 25 a 29 | 8     |
| 12    | 20 a 24 | 16    |
| 20    | 15 a 19 | 40    |
| 12    | 10 a 14 | 16    |
| 8     | 5 a 9   | 4     |
| 4     | 0 a 4   | 0     |

## Economia
El 2007 la població en edat de treballar era de 287 persones, 200 eren actives i 87 eren inactives. De les 200 persones actives 184 estaven ocupades (91 homes i 93 dones) i 16 estaven aturades (7 homes i 9 dones). De les 87 persones inactives 41 estaven jubilades, 28 estaven estudiant i 18 estaven classificades com a «altres inactius».

### Ingressos
El 2009 a Vyans-le-Val hi havia 175 unitats fiscals que integraven 441 persones, la mediana anual d'ingressos fiscals per persona era de 20.655 €.

### Activitats econòmiques
Dels 6 establiments que hi havia el 2007, 4 eren d'empreses de construcció, 1 d'una empresa de comerç i reparació d'automòbils i 1 d'una empresa de serveis.
Dels 4 establiments de servei als particulars que hi havia el 2009, 1 era un guixaire pintor, 2 lampisteries i 1 electricista.
L'any 2000 a Vyans-le-Val hi havia 3 explotacions agrícoles.

## Equipaments sanitaris i escolars
El 2009 hi havia una escola elemental integrada dins d'un grup escolar amb les comunes properes formant una escola dispersa.

## Poblacions més properes
El següent diagrama mostra les poblacions més properes.